# Antonio Paolucci
Antonio Paolucci (ur. 29 września 1939 w Rimini, zm. 4 lutego 2024 we Florencji) – włoski historyk sztuki, minister kultury w latach 1995–1996, były dyrektor Muzeów Watykańskich.

## Życiorys
Z wykształcenia historyk sztuki, studiował we Florencji u Roberta Longhiego, specjalizował się w zagadnieniach z zakresu historii renesansu. Autor kilkuset artykułów naukowych, a także monografii poświęconych takim twórcom jak Luca Signorelli czy Marco Palmezzano.
Pracował w administracji publicznej zajmującej się sprawami kultury (m.in. jako kurator w Wenecji i Weronie). W latach 1986–1988 był dyrektorem Opificio delle pietre dure, instytucji specjalizującej się w restauracji zabytków. Później został dyrektorem generalnym do spraw dziedzictwa kulturalnego Toskanii, do 2006 nadzorował m.in. muzea florenckie.
Był radnym miejskim we Florencji. Od stycznia 1995 do maja 1996 sprawował urząd ministra kultury w Rządzie Lamberta Diniego. W listopadzie 2007 papież Benedykt XVI mianował go dyrektorem Muzeów Watykańskich. 1 stycznia 2017 na tej funkcji zastąpiła go Barbara Jatta.
Honorowy obywatel miejscowości Urbino, Arezzo i Asyż. Odznaczony Orderem Zasługi Republiki Włoskiej I klasy (1996) oraz Legią Honorową V klasy (2005).